# 3-Hydroxykynurénine
La 3-hydroxykynurénine est un métabolite de la dégradation du tryptophane par la voie de la kynurénine. Elle résulte de l'action de la kynurénine 3-monooxygénase (EC 1.14.13.9) sur la kynurénine et est convertie en acide 3-hydroxyanthranilique par la kynuréninase (en) (EC 3.7.1.3) avec libération d'alanine.
Elle est génératrice de radicaux libres et est un précurseur de l'acide quinoléique, lequel présente une action excitotoxique.